# Sobarocephala testacea
Sobarocephala testacea is een vliegensoort uit de familie van de Clusiidae. De wetenschappelijke naam van de soort is voor het eerst geldig gepubliceerd in 1964 door Soos.